# Filosofía de la ingeniería
La filosofía de ingeniería es una disciplina emergente que considera qué es la ingeniería, lo que los ingenieros hacen, y cómo su trabajo afecta a la sociedad, por lo que incluye aspectos de ética y estética, así como de ontología, epistemología, etc. que podrían ser estudiados en, por ejemplo, la filosofía de la ciencia o la filosofía de la tecnología.

## Historia
La ingeniería es y será la profesión que apunta a modificar el entorno natural, a través del diseño, fabricación y mantenimiento de artefactos y sistemas tecnológicos. Puede entonces ser contrastada con la ciencia, cuyo objetivo es el de entender la naturaleza. La ingeniería está centrada en causar cambios, y por lo tanto la administración del cambio es central en la práctica de ingeniería.  La filosofía de la ingeniería es entonces la consideración de asuntos filosóficos cuando estos aplican a la ingeniería. Tales asuntos podrían incluir la objetividad de los experimentos, las consideraciones éticas de la actividad ingenieril en el ambiente de trabajo y en la sociedad, la estética de los artefactos con los que trabaja la ingeniería, etc.
Mientras la ingeniería históricamente se ha asociado al trabajo relacionado con el ingenio, la distinción entre arte, oficio y tecnología no es clara. Tanto la raíz latina ars, como la raíz germánica kraft y la raíz griega techne se refieren a la habilidad o capacidad de producir algo, en oposición a la capacidad atlética. Ese algo podría ser tangible, como una escultura o un edificio, o no tan tangible, como un trabajo de literatura. Hoy en día, el arte es generalmente aplicado a lo visual, lo escénico o lo literario, especialmente lo referido a las bellas artes, el oficio normalmente aplica a la habilidad manual implicada en la fabricación de un objeto, como por ejemplo el bordado o la construcción de una aeronave, y la tecnología tiende a referirse a los productos y los procesos actualmente utilizados en una industria. En contraste, la ingeniería es la actividad de generar cambios a través del diseño y la fabricación de artefactos.

## Ética
Lo que distingue al diseño de la ingeniería del diseño artístico es la necesidad del ingeniero de hacer predicciones cuantitativas del comportamiento y efecto del artefacto con anterioridad a su fabricación. Tales predicciones pueden ser más o menos certeras pero normalmente incluyen los efectos en los individuos y/o en la sociedad. En este sentido, la ingeniería puede ser considerada una disciplina tanto tecnológica como social y ser juzgada no sólo por los artefactos que se diseñan a través de esta funcionan, sino también por cómo influyen y sirven a los valores sociales. El trabajo de los ingenieros sujeto de una evaluación moral.

### Modelado
Los sistemas socio-técnicos, como el transporte, los servicios públicos y las infraestructuras relacionadas con estos comprenden elementos humanos así como artefactos. Los modelos matemáticos y físicos tradicionales pueden no tomar en cuenta adecuadamente los efectos de ingeniería en las personas, y las cultura. Las disciplinas de la Ingeniería Civil tratan de asegurar que una estructura cumpla sus especificaciones y otros requisitos con anterioridad a su construcción real. Los métodos empleados referidos a esta etapa son los de Análisis y Diseño. Los Sistemas de modelado y descripción tratan de extraer la información que muchas veces yace oculta en los principios de la ingeniería.

### Ciclo de vida del producto
Las disciplinas tradicionales de la ingeniería parecen discretas pero la ingeniería de los artefactos tiene implicaciones que se extienden más allá de tales disciplinas acercándose a áreas que podrían incluirla psicología, las finanzas y la sociología. El diseño de cualquier artefacto entonces deberá tomar en cuenta las condiciones bajo las cuales será fabricado, las condiciones bajo las cuales será utilizado, y las condiciones bajo las cuales será puesto en su lugar. Los ingenieros deben considerar tales asuntos del "ciclo de vida del producto"  sin perder la precisión y el rigor necesario para diseñar sistemas funcionales.

## Publicaciones

### Libros
- P. & Gunn A.S. (1998), Engineering, Ethics, and the Environment, Cambridge University Press, New York
- Addis W (1990) Structural Engineering: The Nature of Theory and Design, Ellis Horwood, Chichester, UK
- Addis W (1986) Theory and Design in Civil and Structural Engineering: A Study in the History and Philosophy of Engineering, PhD Thesis, University of Reading
- Bucciarelli L.L. (2003) Engineering Philosophy, Delft University Press, Delft
- Bush V. (1980) Science,The Endless Frontier, National Science Foundation Press, Washington DC
- Beale N., Peyton-Jones S.L. et al.  (1999) Cybernauts Awake Ethical and Spiritual Implications of Computers, Information Technology and the Internet Church House Publishing ISBN
- Cutcliffe S.H. (2000) Ideas, Machines and Values: An introduction to Science, Technology and Social Studies, Rowman and Littlefield, Lanham, MD
- Davis, M. (1998) Thinking like an Engineer: Studies in the Ethics of a Profession, Oxford University Press, New York.
- Florman, Samuel C. (1981) Blaming Technology: The Irrational Search for Scapegoats, St Martin's Press, New York
- Florman, Samuel C. (1987) The Civilized Engineer, St Martin's Press, New York
- Florman, Samuel C. (1968) Engineering and the Liberal Arts : A Technologist's Guide to History, Literature
- Florman, Samuel C. (1994) The Existential Pleasures of Engineering, 2nd ed, St Martin's Press, New York
- Florman, Samuel C. (1996) The Introspective Engineer, St Martin's Press, New York
- Goldman S.L. (1991) "The social captivity of Engineering", Critical Perspectives on non academic Science and Engineering, (ed Durbin P.T.), Lehigh University Press, Bethlehem, PA
- Goldman S.L. (1990) "Philosophy, Engineering and Western Culture", in Broad and Narrow interpretations of Philosophy of Technology, (ed Durbin P.T.), Kluwer,Amsterdam
- Harris E.C, Pritchard M.S. & Rabins M.J. (1995), Engineering Ethics: Concepts and Cases, Wadsworth, Belmont, CA
- Johnston, S., Gostelow, P., Jones, E. (1999), Engineering and Society: An Australian perspective, 2nd Ed. Longman,
- Lewis, Arthur O. Jr. ed. (1963), Of Men and Machines, E.P. Dutton
- Martin M.W. & Schinzinger R (1996), Ethics in Engineering, 3rd ed. McGraw-Hill, New York
- Mitcham C. (1999), Thinking through Technology: The Path between Engineering and Philosophy, University of Chicago Press, Chicago, pp. 19–38.
- Mumford L. (1970) The Myth of the Machine, Harcourt Brace Javonovich, New York
- Blockley, David (1980) The Nature of Structural Design and Safety, Ellis Howood, Chichester, UK. ISBN 0-85312-179-6 (Free download)
- Blockley, David (Editor) (1992) Engineering Safety (enlace roto disponible en Internet Archive; véase el historial, la primera versión y la última)., McGraw Hill, ISBN 0-07-707593-5 (Free download)
- Blockley, David (2010) A Very Short Introduction to Engineering Oxford University Press, ISBN 9780199578696
- Petroski, Henry (1992) To Engineer Is Human: The Role of Failure in Successful Design
- Petroski, Henry (2010) The Essential Engineer: Why Science Alone Will Not Solve Our Global Problems
- Simon H. (1996), The Sciences of the Artificial, 3rd ed.  MIT Press, Cambridge, MA
- Unger S.H. (1994), Controlling Technology: Ethics and the Responsible Engineer, 2nd ed., John Wiley, New York
- Vincenti W.G. (1990) What Engineers Know and How They Know It: Analytical Studies from Aeronautical History, The Johns Hopkins University Press, Baltimore, Md.
- Anthonie Meijers, ed. (2009). Philosophy of technology and engineering sciences. Handbook of the Philosophy of Science 9. Elsevier. ISBN 978-0-444-51667-1.
- Jeroen van den Hoven, Seumas Miller & Thomas Pogge (2017). Designing in Ethics. Cambridge University Press, Cambridge. ISBN 978-051-18-4431-7
- Priyan Dias (2019). Philosophy for Engineering: Practice, Context, Ethics, Models, Failure. Springer Singapore. ISBN 978-981-15-1270-4
- Carl Mitcham (2019). Steps toward a Philosophy of Engineering: Historico-Philosophical and Critical Essays. ISBN 978-1-78661-126-0

### Artículos
- Philosophy in the Making Archivado el 27 de octubre de 2020 en Wayback Machine. by Natasha McCarthy Ingenia March 26, 2006
- Creed M.J. (1993) "Introducing Structures in a Modern Curriculum", Proceedings of the Conference, Innovation and Change in Civil Engineering Education, The Queen's University of Belfast
- Davis, M. (2001) The Professional Approach to Engineering Ethics: Five Research Questions, Science and Engineering Ethics 7 (July 2001): 379-390.
- Lewin D (1981) Engineering Philosophy - The Third Culture, Paper to the Royal Society, UK
- Mitcham C. (1994), "Engineering Design Research and Social Responsibility", Ethics of Scientific Research, pp. 153–196 and 221-223
- Hess, J.L. and Fore, G., (2018). "A systematic literature review of US engineering ethics interventions", Science and Engineering Ethics, 24(2), pp.551-583.
- Mitcham, C. and Englehardt, E.E., 2019. "Ethics across the curriculum: Prospects for broader (and deeper) teaching and learning in research and engineering ethics", Science and Engineering Ethics, 25(6), pp.1735-1762.